# STAP (voertuig)
STAP of Single Trooper Aerial Platform is een fictief voertuig uit de Star Wars-reeks.
De STAP is een eenpersoons zweefvoertuig van 2 meter lang dat uitgerust is met twee laserkanonnen. Het is een zeer mobiel voertuig en wordt gebruikt door battle droids van de Trade Federation. Deze gebruiken het voor onder andere verkenningstochten, patrouilleren etc. Het toestel maakt gebruik van de repulsorlifttechniek.
De STAP heeft zijn efficiëntie ook laten blijken bij de invasie van Naboo in Star Wars: Episode I: The Phantom Menace